# Edward Wingfield Humphreys

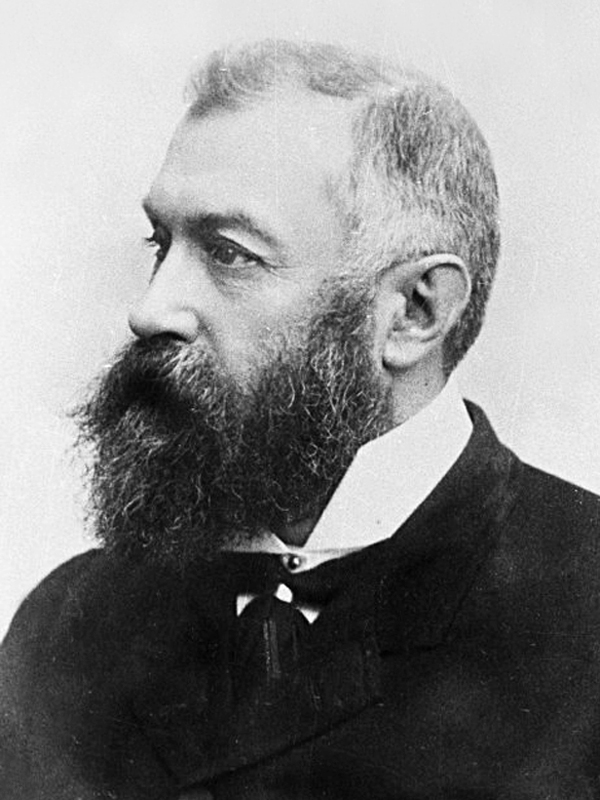
Edward Wingfield Humphreys (1841–1892) Foto um 1890/91

Edward Wingfield Humphreys (* 1841 in Montgomeryshire, Wales; † 12. April 1892 in London, England) war walisischer Rechtsanwalt, neuseeländischer Politiker und als Farmer der Begründer der Stadt Middlemarch in der Region Otago, Neuseeland.

## Wales/England
Edward Wingfield Humphreys wurde 1841 in Garthmyl in der walisischen Grafschaft Montgomeryshire geboren. Es kann angenommen werden, dass sein Vater der Rechtsanwalt Erskine Humphreys aus Garthmyl war, der die Tradition der Familie, einen juristischen Beruf zu ergreifen, wohl an ihn weitergab, und der Großvater seines vermutlichen Vaters, Arthur James Johnes (1809–1871), auch Jurist und ein Richter am County Court (Amtsgericht) in Wales war. Auch muss angenommen werden, dass er einen Bruder hatte, Arthur Charles Humphreys-Owen (1836–1905), der ebenfalls Jurist wurde und später Politiker in Wales war.
Edward studierte, wie sein vermeintlicher Bruder, an der traditionsreichen Eliteschule Harrow School in Harrow on the Hill, heute im nordöstlichen Stadtteil von London gelegen. Wo er seinen Abschluss zum Juristen machte, ist nicht bekannt.

## Neuseeland
Der erste Eintrag, der über Edward Wingfield Humphreys in Neuseeland zu finden ist, bezieht sich auf seinen Landbesitz von „Run 213A“, dem nördlichen Teil von Strath Taieri, der 25.600 Acres umfasste, was knapp 104 km² Land in metrischer Dimension bedeutete. Registriert waren auch 67 Kühe und 15.100 Schafe. Neben ihm war 1866 in den Büchern noch ein gewisser McFarlane eingetragen, welcher später aber nie wieder in Erscheinung trat. Wann und wo Humphreys nach Neuseeland kam, ist nicht bekannt.
Am 21. April 1869 heiratete er Alice Hawdon in Christchurch. Die Ehe blieb kinderlos. Nicht nur an Farmwirtschaft interessiert, ließ sich Humphreys am 22. November 1870 durch Wahl in die 1867 nach britischem Vorbild gegründete Royal Society of New Zealand aufnehmen.
1878 kaufte Humphreys in Konkurrenz um Besitz weiteres Land im Bereich des Six Mile Creek hinzu und wurde so einer der größten Grundbesitzer Otagos. Der Kampf um das noch freie Land wurde von der Presse sehr kritisch begleitet. Dass man ihn als Squatter (Landbesetzer) bezeichnete, traf ihn sehr.
Der Höhepunkt seines Engagements in Strath Taieri war wohl der Bau seines herrschaftlichen Hauses auf seiner Farm, die er Garthmyl nannte, in Erinnerung an seine Heimat in Wales. Dazu kam noch, dass er wohl in Vorausschau auf den geplanten und 1879 begonnene Eisenbahnbau des Otago Central Railway die Gründung von Middlemarch initiierte, die später Eisenbahnstation und größte Stadt in der Strath Taieri Ebene wurde. Humphreys hinterlegt am 14. Dezember 1880 etwas mehr als  13 Acres (rd. 53.600 m²) Land bei der Chas. Bank in Dunedin und legte damit den „Grundstein“ für die Stadt. In dem gleichen Jahr, am 17. August 1880, ließ er sich zum Mitglied des am 24. Juli 1869 gegründeten Otago Instituts wählen.
1885 verließ Humphreys mit seiner Frau die Farm, ließ bewegliches Gut versteigern, die Farm weil nicht veräußerbar verpachten und zog nach Christchurch, wo er sich von nun an der Politik widmen wollte. Von 1889 bis 1890 saß er als Vertreter von Christchurch Nord im House of Representatives und ab 1890 war er Ratsmitglied des City Councils (Rat) seiner neuen Wohnheimat. Zum Politiker nicht geboren, hinterließ er in beiden politischen Ämtern keinerlei Spuren.
1891 ging er mit seiner Frau zurück nach England, um sich wegen seines Krebsleidens behandeln zu lassen. Er überlebte dies nicht und erlag seinem Leiden am 12. April 1892 in London.
Seine Farm Garthmyl wurde am 26. November 1891 unter mehreren neue Besitzern per Versteigerung aufgeteilt.
In einem Nachruf des Otago Witness vom 12. Mai 1892 wurde Humphreys als ein christlich liberaler Mensch, Lenker und Begleiter beschrieben, stets freundlich, großmütig und mit den guten Manieren eines aufrichtigen Gentlemans versehen. In der Geschichte Neuseelands und Otagos hat er sich allerdings lediglich einen Namen als Gründer von Middlemarch verdient.